# Březová Lada
Březová Lada (deutsch Birkenhaid) ist ein Ortsteil der Gemeinde Horní Vltavice im tschechischen okres Prachatice. Durch die Vertreibung der deutschsprachigen Bevölkerung nach dem Zweiten Weltkrieg wurde das Dorf verlassen und verfiel.

## Geographie
Das Dorf lag auf etwa 840 m rechts der Warmen Moldau, etwa 3 km westlich von Horní Vltavice. Östlich der ehemaligen Ortslage erhebt sich der Polecký vrch, südlich verläuft der Polecký potok. Jenseits der von Nordwesten nach Südosten verlaufenden Warmen Moldau liegt im Norden die Lišči hora.

## Geschichte
Der im 18. Jahrhundert entstandene Ort wurde erstmals 1790 schriftlich erwähnt, der deutsche Name lautete damals noch Bürckenhaiden. Damals existierten in Březová Lada Glashütten, in denen Glasperlen für Rosenkränze, die sogenannten Patterl, hergestellt wurden. Davon leitet sich auch einer der Mitte des 19. Jahrhunderts gebräuchlichen Namen – Betelhäuser – her. Daneben war auch der Name Schlemmerhütte bzw. Schlemrova Huť gebräuchlich. Erst um 1920 entwickelte sich Birkenhaid zur endgültigen Bezeichnung. Nach 1945 wurde die ausschließlich deutschsprachige Bevölkerung vertrieben. Heute existieren die Gebäude des Dorfes nicht mehr.

### Bevölkerungsentwicklung
Die Bevölkerungsentwicklung von Březová Lada von 1790 bis 1950:
| Jahr      | 1790 | 1850 | 1890 | 1910 | 1921 | 1945 | 1950 |
| --------- | ---- | ---- | ---- | ---- | ---- | ---- | ---- |
| Einwohner | -    | 138  | 149  | 107  | 104  | 108  | 0    |
| Gebäude   | 14   | -    | 18   | 20   | 20   | -    | 21   |